# Dotterbülbül
Der Dotterbülbül (Chlorocichla laetissima, Syn.: Andropadus laetissimus) ist eine Vogelart aus der Familie der Bülbüls (Pycnonotidae).

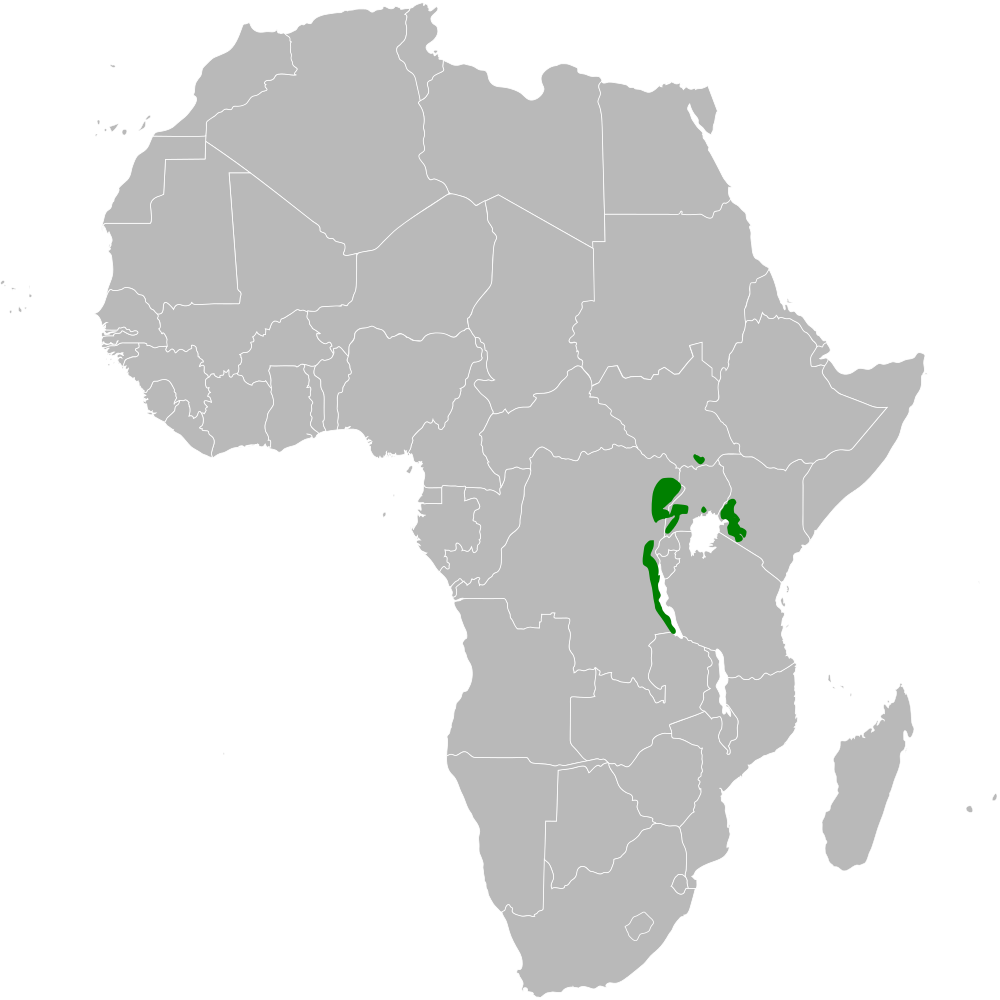
Verbreitungsgebiet des Dotterbülbüls

Der Vogel kommt in Ostafrika vor in der Demokratischen Republik Kongo, in Kenia, Sambia und im Sudan.
Der Lebensraum umfasst Bergwald und immergrünen Primär-, Sekundär- oder Galeriewald und Waldinseln von 1050 bis 2300 m Höhe.
Der Artzusatz kommt von lateinisch laetus ‚froh, freudig, fröhlich‘.
Dieser Vogel ist vermutlich ein Standvogel.

## Merkmale
Die Art ist 20–23 cm groß, das Männchen wiegt 47–54, das Weibchen 43–55 g, ein großer, unverwechselbarer golden-olivfarbener Bülbül.
Die Zügel und die kurzen, steifen Federn oben am Schnabelansatz sind bräunlich-gelb, der angedeutete Überaugenstreif ist gelb, die Wangen und Ohrdecken sind gelblich-olivfarben, ansonsten sind Kopf und Oberseite hell gelblich-grün, die Scheitelfedern sind etwas dunkler, die Flügelfedern sind dunkelbraun mit gelblich-olivgrünen äußeren Rändern, der Schwanz ist olivgrün mit gelblichen Rändern. Kinn und Kehle sind hellgelb, Brust und Flanken gelb, etwas grünlich tingiert. Die Unterschwanzdecken sind hellgelb. Die Iris ist kastanienbraun, rötlich-braun oder braun, der Schnabel ist schwarz, Spitze und Schnabelkanten sind braun. Die Beine sind schwarz, blaugrau, grünlich-grau oder graubraun. Die Geschlechter unterscheiden sich nicht, Weibchen sind etwas kleiner. Jungvögel sind auf der Oberseite brauner, auf der Unterseite grüner.
Die Art unterscheidet sich vom Prigoginebülbül (Chlorocichla prigoginei) durch die Größe, das gelbe und nicht weiße Kinn, die gelben und nicht grauen Zügel sowie das Fehlen eines abgesetzten blassen Augenringes. Der Goldbülbül (Calyptocichla serinus) ist kleiner, hält sich in Baumwipfeln auf, hat einen rosafarbenen und nicht schwarzen Schnabel, ein graues Gesicht und eine weiße Kehle.

## Geografische Variation
Es werden folgende Unterarten anerkannt:
- C. l. laetissima (Sharpe, 1899), Nominatform – Südsudan bis Südwestkenia und Nordosten der Demokratischen Republik Kongo
- C. l. schoutedeni (Prigogine, 1954), – Osten der Demokratischen Republik Kongo und Nordsambia, dunkler, besonders am Nacken und den Kopfseiten, auch mit mehr Oliv an Brust und Flanken

## Stimme
Dieser Bülbül ist lärmig, die Rufe werden als fröhliches, plötzliches „fwit-fwit fwit“ wahrgenommen oder mehrere Sekunden langes „chuck-chuck-chweek-kweek-kuardl-chuker-erk-querk“, auch als längere Folge, die auf quickendes „wi-wi-wi-iw“ endet. Während der Balz ist ein „chukliskééskeu, chwukiliskééskew“ wiederholt zu hören.

## Lebensweise
Die Nahrung besteht hauptsächlich aus Beerenobst und Pflanzensamen, Nestlinge werden auch mit Schmetterlingen gefüttert. Die Art jagt in mittlerer bis oberer Baumhöhe, einzeln, in Gruppen von 4 bis 12 Individuen, gern in gemischten Jagdgemeinschaften mit dem Prigoginebülbül (Chlorocichla prigoginei).
Die Brutzeit liegt wohl im März im Sudan und im Juli in Kenia. Zur Balz werden der Schwanz gestelzt, die Flügel hängen gelassen und die Kehlfedern herausgedrückt beim Singen.

## Gefährdungssituation
Der Bestand gilt als „nicht gefährdet“ (Least Concern).